# Porte de San Juan
La porte de San Juan (en espagnol : Puerta de San Juan, en anglais : San Juan Gate) est une porte de la vieille ville de San Juan, à Porto Rico. Elle est protégée au sein du site historique national de San Juan, où elle donne sur le Paseo del Morro menant au fort San Felipe del Morro. Elle est surmontée d'une inscription en latin : « BENEDICTUS QUI VENIT IN NOMINE DOMINI ».